# Walter Mönch (Marineoffizier)
Walter Mönch (* 25. Oktober 1874 in Rüdesheim am Rhein; † 13. März 1920 in Kiel) war ein deutscher Marineoffizier, zuletzt Kapitän zur See der Reichsmarine, der während des Kapp-Putsches umkam (sogenannter „Märzgefallener“).

## Leben
Walter Mönch trat im April 1894 (Crew 1894) in die Kaiserliche Marine ein.
Am 5. April 1905 wurde er auf dem Großen Kreuzer Fürst Bismarck zum Kapitänleutnant befördert und war 1909 als Artillerieoffizier auf der Schleswig-Holstein. Am 25. April 1912 wurde er zum Korvettenkapitän befördert. Bis August 1914 war er Erster Artillerieoffizier auf der Großer Kurfürst. In gleicher Position kam er erst bis Januar 1916 auf die König und dann bis Juli 1917 auf die Bayern. Vom 19. Oktober 1917 bis 19. Dezember 1918 war er letzter Kommandant des Kleinen Kreuzers Thetis, der unter seinem Kommando als Artillerieschulschiff eingesetzt wurde. In dieser Position wurde er am 28. April 1918 zum Fregattenkapitän befördert.
Nach dem Ende des Ersten Weltkriegs betreute Mönch gemeinsam mit Fregattenkapitän Siegfried Westerkamp (1874–1970), ebenfalls Crew 1894, Marineangehörige, die als Kriegsverbrecher ausgeliefert werden sollten. Mönch wurde in die Reichsmarine übernommen und wurde im Herbst 1919 Leiter des Marinearsenals in Kiel. In dieser Position wurde er am 5. Februar 1920 zum Kapitän zur See befördert.
Am 13. März 1920 erbeuteten Werftarbeiter als Teil des sogenannten Kapp-Putsches Waffen und Munition. Als am frühen Nachmittag des gleichen Tages der Chef der Ostsee-Torpedobootsflottille, Kapitänleutnant Alfred Stoß, mit dem Motorkreuzer Margot im Hafenbereich anlandete und probierte Mönch zu kontaktieren, traf er im Hafengelände auf Hermann Heller, welcher z. T. bewaffnete Arbeiter anführte und angab, dass der Arsenalkommandant in Schutzhaft sei. Obwohl Heller befahl, dass die Margot nicht ablegen dürfe, verließ das Schiff das Hafengebiet und Stoß meldete die Ereignisse dem Befehlshaber. Der Befehlshaber der Sicherung der Ostsee gab den Alarmbefehl und eine Landungsabteilung der Ostsee-Torpedobootsflottille wurde gebildet. Diese griff von der Hafenseite mit verschiedenen Booten an. Mittlerweile hatte sich Mönch der Landungsabteilung angeschlossen, welche er in der Folge neben dem Flottillenchef Stoß von einem Motorboot aus führte. Direkt beim Landgang dieses Landungstrupps fiel Mönch und später auch noch sein Stellvertreter Korvettenkapitän Friedrich Stegemann. Mönch wurde auf dem Garnisonsfriedhof in Kiel bestattet.
Mönch war Schwager von Leo Sternberg. Dieser widmete „Herrn Korvettenkapitän Walter Mönch, meinem lieben Schwager“ 1916 das Balladenbuch Der Heldenring. Sternberg reist zu Mönchs Beerdigung nach Kiel.